# Омар, Болат Танзилулы
Болат Танзилулы Омар (каз. Болат Тәнзілұлы Омар, род. 14 декабря 1947 года, Баянаульский район, Павлодарская область, Казахская ССР) — казахстанский режиссёр, сценарист, заслуженный деятель Казахстана (2011).

## Биография
В 1971 году окончил постановочный факультет Всесоюзного государственного института кинематографии по специальности режиссёр документального кино и телефильма.
С 1971 года работал режиссёром на киностудии «Казахфильм». С 1988 года — председатель правления хозрасчётной киностудии «Катарсис», с 1989 года — председатель правления хозрасчётной киностудии «Оркенфильм». С 1996 года работал преподавателем компьютерной графики Казахского государственного института театра и кино имени Т. К. Жургенова. С 1998 года — главный специалист компьютерной графики и режиссёр телерадиокомплекса президента Казахстана. C 2000 года — преподаватель мастерской режиссуры рекламных клипов и видеосюжетов Казахской национальной академии искусств имени Т. К. Жургенова. С 2002 года — начальник отдела кинопрограмм и оформления канала РТРК «Казахстан».
С 2005 года — редактор объединения анимационных фильмов и режиссур, режиссёр-постановщик АО «Казахфильм» имени Шакена Айманова.
С 2007 года — доцент кафедры «Режиссура кино и телевидения» Казахской национальной академии искусств имени Т. К. Жургенова. С 2009 года — преподаватель компьютерной анимации и основ трёхмерной анимации Казахской национальной академии искусств имени Т. К. Жургенова.
С 2008 года — секретарь Союза кинематографистов Казахстана.

## Творчество
Является автором сценария и режиссёром более 40 работ, в том числе документальных фильмов «Чимкент» (1972), «И собрались волшебники» (1976), «Песни о любви к тебе» (1976), «Музыкальная Алма-Ата» (1977), «Мелодии и краски Казахстана» (1985); мультипликационных фильмов «Крот и заяц» (1978), «Канбак-шал» (1979), «Три мастера» (1981), «Мүшел, немесе Жануарлар сайысы» (2010); художественных фильмов «Дом под луной» (1982), «Выше гор» (1988), «Восточный коридор, или Рэкет по…» (1991) и других.

## Награды
- Заслуженный деятель Казахстана (2011)
- Медаль «За трудовое отличие» (1981)
- Бронзовая медаль ВДНХ СССР «За достигнутые успехи в развитии народного хозяйства СССР»
- Почётный титул «Экран шебері» (Мастер экрана, Союз кинематографистов Казахстана, 2009)[2][3][4]